# Branko Dolhar
Branko Dolhar (ur. 2 lutego 1949 w Lublanie) – jugosłowiański skoczek narciarski, uczestnik Zimowych Igrzysk Olimpijskich 1976.
Wystartował w obu konkursach skoków narciarskich przeprowadzonych w ramach igrzysk olimpijskich w Innsbrucku. Zarówno w zawodach na skoczni normalnej, jak i na skoczni dużej uplasował się na 42. miejscu.
W latach 1968–1977 startował także w zawodach organizowanych przez Międzynarodową Federację Narciarską. Jego najlepszym rezultatem było 26. miejsce w zawodach Turnieju Czterech Skoczni rozegranych 6 stycznia 1977 na skoczni w Bischofshofen.
Zwyciężył w Turnieju Szwarzwaldzkim w 1974.